# وثائق عيد القديسين

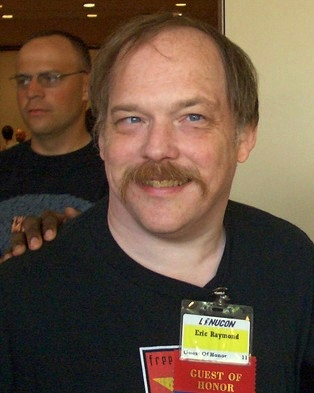

وثائق عيد القديسين هي سلسلة من مذكرات سرية لمايكروسوفت تتعلق بالاستراتيجيات المتعلقة بالبرمجيات الحرة والبرمجيات مفتوحة المصدر، لينكس على وجه الدقة، وسلسلة من الردود على هذه المذكرات. وتسربت تلك الوثائق ونشرت بواسطة إريك ريموند.
وارتبط اسم تلك الوثائق بعيد القديسين، لأنها تسربت في 31 أكتوبر على مدى سنوات مختلفة.
تضمنت الوثائق إشارة إلى السرية بعبارة Microsoft confidential، أما المحتوى فقد أشار إلى أن البرمجيات مفتوحة المصدر تمثل خطرًا في الربح قصير الأجل، وعلى المنصات، خاصة في مجال الخوادم. كما ذُكر في الوثائق أن «التوازي الأساسي وتبادل الأفكار الحر في البرمجيات مفتوحة المصدر له فوائد لا يمكن مقابلتها بنموذج الترخيص الذي تستخدمه مايكروسوفت»، وبهذا تُعد البرمجيات مفتوحة المصدر «تهديدًا طويل الأجل في مجال مشاركة عقول المطورين».